# BMW R 1200 CL
BMW R 1200 CL je motocykl kategorie cruiser, vyvinutý firmou BMW, vyráběný v letech 2003–2004. Oproti chopperu BMW R 1200 C má přední polokapotáž se čtveřicí světlometů. Zadní kolo je uložené letmo.

## Technické parametry
- Rám: ocelový příhradový
- Suchá hmotnost: 289 kg
- Pohotovostní hmotnost: 308 kg
- Maximální rychlost: 165 km/h
- Spotřeba paliva: 5,1 l/100 km